# Ryōgo Yamasaki
Ryōgo Yamasaki (山﨑 凌吾 Yamasaki Ryōgo?, Higashi-ku, Okayama, Okayama, 20 de septiembre de 1992) es un futbolista japonés que juega como delantero en el V-Varen Nagasaki de la J2 League.

## Trayectoria

### Clubes
| Club                      | País  | Año       |
| ------------------------- | ----- | --------- |
| Sagan Tosu                | Japón | 2014-2016 |
| Tokushima Vortis (cedido) | Japón | 2016      |
| Tokushima Vortis          | Japón | 2017-2018 |
| Shonan Bellmare           | Japón | 2018-2019 |
| Nagoya Grampus            | Japón | 2020-2021 |
| Kyoto Sanga F. C.         | Japón | 2022-2024 |
| Cerezo Osaka              | Japón | 2024      |
| V-Varen Nagasaki          | Japón | 2025-     |

## Palmarés

### Títulos nacionales
| Título         | Club            | País  | Año  |
| -------------- | --------------- | ----- | ---- |
| Copa J. League | Shonan Bellmare | Japón | 2018 |